# Papagomys theodorverhoeveni
Papagomys theodorverhoeveni is een uitgestorven knaagdier uit het geslacht Papagomys dat voorkwam op Flores, een eiland in Indonesië, waar het dier bekend is van een aantal kaken en tanden die waarschijnlijk zo'n 3500 jaar oud zijn. Een claim dat een in 1974 gevangen exemplaar van Papagomys de uitgestorven P. theodorverhoeveni en niet de nog levende P. armandvillei vertegenwoordigde, is later tegengesproken.
Dit dier lijkt op P. armandvillei, maar de tanden zijn wat kleiner. Daarnaast heeft P. theodorverhoeveni over het algemeen vier knobbels - de anterocentrale knobbel op de eerste kies in de onderkaak, de anterolabiale op de tweede kies en de anterolabiale en posterolabiale knobbeltjes op de eerste kies - die bij P. armandvillei meestal ontbreken. Alle vier de knobbels ontbreken echter weleens bij P. theodorverhoeveni en komen voor bij P. armandvillei; de aanwezigheid van de posterolabiale knobbel is het beste onderscheidende kenmerk. Verder zijn de rijen knobbels op de kiezen van P. theodorverhoeveni dunner en staan verder van elkaar dan bij P. armandvillei. De eerste kies in de onderkaak (m1) is 4,26 tot 6,15 bij 2,83 tot 3,92 millimeter, de m2 is 3,25 tot 4,39 bij 3,00 tot 4,07 millimeter, de m3 3,06 tot 4,44 bij 2,65 tot 3,79 millimeter, de eerste kies in de bovenkaak (M1) 5,18 tot 6,66 bij 3,31 tot 4,50 millimeter, de m2 3,36 tot 4,56 bij 3,50 tot 3,98 millimeter en de m3 2,73 tot 4,26 bij 2,71 tot 3,37 millimeter.
De Nederlandse paleontoloog Hooijer was de eerste die de twee soorten van Papagomys in zijn exemplaren herkende; hij gaf de nieuwe soort van de twee de naam Papagomys verhoeveni, naar Dr. Theodor Verhoeven, die het materiaal op Flores verzamelde. Hooijer maakt echter de fout P. verhoeveni te baseren op een bovenkaak die later van P. armandvillei bleek te zijn. Dat werd in 1981 beschreven door de Amerikaan Guy Musser in een overzichtsartikel over de ratten van Flores. Hij bevestigde echter wel dat er twee soorten van Papagomys bestonden, maar de tweede soort was alleen van onderkaken bekend; Musser identificeerde het holotype, de bovenkaak, als een P. armandvillei. Om Hooijers intentie te behouden, beschreef hij de tweede soort onder de naam Papagomys theodorverhoeveni.
Hoewel P. theodorverhoeveni altijd als een uitgestorven soort was gezien, verscheen er in 2002 een artikel van de biologen Suyanto en Watts in het tijdschrift Treubia waarin een recent exemplaar aan P. armandvillei werd toegeschreven. Dit exemplaar, MZB 12716, was in 1974 op Flores gevangen en aanvankelijk als P. armandvillei geïdentificeerd. Suyanto en Watts baseerden hun identificatie op de aanwezigheid van een anterocentrale knobbel en op de relatief kleine afmetingen van het exemplaar. Zes jaar later werd hun identificatie betwist in een publicatie in het blad Contributions to Zoology. De auteurs van dit stuk wezen erop dat de anterocentrale knobbel ook, hoewel zeldzaam, voorkomt bij P. armandvillei en dat de maten van MZB 12716 overeenkomen met P. armandvillei, niet P. theodorverhoeveni.
Papagomys armandvillei · Papagomys theodorverhoeveni